# Caribañola
 (mai 2023).
La mise en forme du texte ne suit pas les recommandations de Wikipédia : il faut le « wikifier ».
Les points d'amélioration suivants sont les cas les plus fréquents :
- Les titres sont pré-formatés par le logiciel. Ils ne sont ni en capitales, ni en gras.
- Le texte ne doit pas être écrit en capitales (les noms de famille non plus), ni en gras, ni en italique, ni en « petit »…
- Le gras n'est utilisé que pour surligner le titre de l'article dans l'introduction, une seule fois.
- L'italique est rarement utilisé : mots en langue étrangère, titres d'œuvres, noms de bateaux, etc.
- Les citations ne sont pas en italique mais en corps de texte normal. Elles sont entourées par des guillemets français : « et ».
- Les listes à puces sont à éviter, des paragraphes rédigés étant largement préférés. Les tableaux sont à réserver à la présentation de données structurées (résultats, etc.).
- Les appels de note de bas de page (petits chiffres en exposant, introduits par l'outil «  Source ») sont à placer entre la fin de phrase et le point final[comme ça].
- Les liens internes (vers d'autres articles de Wikipédia) sont à choisir avec parcimonie. Créez des liens vers des articles approfondissant le sujet. Les termes génériques sans rapport avec le sujet sont à éviter, ainsi que les répétitions de liens vers un même terme.
- Les liens externes sont à placer uniquement dans une section « Liens externes », à la fin de l'article. Ces liens sont à choisir avec parcimonie suivant les règles définies. Si un lien sert de source à l'article, son insertion dans le texte est à faire par les notes de bas de page.
- La présentation des références doit suivre les conventions bibliographiques. Il est recommandé d'utiliser les modèles {{Ouvrage}}, {{Chapitre}}, {{Article}}, {{Lien web}} et/ou {{Bibliographie}}. Le mode d'édition visuel peut mettre en forme automatiquement les références.
- Insérer une infobox (cadre d'informations à droite) n'est pas obligatoire pour parachever la mise en page.

Pour une aide détaillée, merci de consulter Aide:Wikification.
Si vous pensez que ces points ont été résolus, vous pouvez retirer ce bandeau et améliorer la mise en forme d'un autre article.
La caribañola, carimañola, gâteau de manioc, manioc farci, enyucado, croquette de manioc ou boule de manioc est un frit typique de certains pays d'Amérique Latine comme le Brésil, Colombie, Paraguay Équateur, Panama et République Dominicaine,,. C'est une préparation à base de pâte de manioc cuite garnie de viande hachée assaisonnée, fromage frais, poulet effiloché ou autre garniture. En portugais, elle est appelée bolinho de mandioca.

## Préparation
Le manioc est cuit dans beaucoup d'eau jusqu'à ce qu'il ramollisse, est écrasé ou pilé, pétri, formé en zeppelines, garni de fromage costeño, fromage blanc, viande hachée, riz, œuf dur haché ou poulet effiloché, entre autres, et frit dans beaucoup d'huile.

## Colombie
Sur la côte Caraïbe, les caribañolas ou carimañolas sont très ancrées dans les départements de Atlántico, Bolívar et Córdoba, on les mange au petit déjeuner, comme fast-food populaire, comme collation dans les cafétérias ou comme tapas ou entrée. Pour la garniture, on utilise de la viande hachée, du poulet effiloché et du fromage costeño.
Dans la région Andine, elle porte le nom de gâteau de manioc. À Bogota, la garniture est composée d'un mélange d'œuf dur haché, de viande hachée et de riz cuit. À Cúcuta, la garniture est composée de riz cuit et de viande hachée,,.

## Panamá
On le consomme au petit déjeuner, conjointement avec d'autres aliments, également comme entrée ou apéritif au déjeuner, ainsi que comme un snack de tapas servies dans les restaurants, composé d'un plateau avec plusieurs fritures comme patacones, carimañolas, empanadas, chicharrones, charcuterie, tasajo, tortilla, etc. Le fromage utilisé dans les garnitures est le blanc. On peut également le garnir de viande hachée ou de poulet.

## Préparations similaires
La carimañola est similaire à l'enyucado costaricain, qui inclut du lait, de la farine et de la margarine dans la pâte à base de manioc. Au Pérou, les carimañolas ont leur équivalent dans les maniocs farcis, mais ce n'est pas un plat traditionnel. Un plat similaire en Équateur est le muchín de yuca qui se prépare en râpant le manioc. À Puerto Rico, le manioc est râpé, non cuit, et est appelé alcapurria de yuca.